# (2060) Chiron
(2060) Chiron ist ein großer Asteroid aus der Gruppe der Zentauren.

## Entdeckung und Benennung
Chiron wurde am 18. Oktober 1977 von Charles Kowal auf dem Mount Palomar entdeckt und erhielt die vorläufige Bezeichnung 1977 UB. Benannt wurde er nach dem Zentauren Cheiron. Er war das erste beobachtete Objekt der später neu aufgestellten Asteroidenklasse der Zentauren, die sich zwischen den äußeren Planeten auf instabilen Umlaufbahnen befinden. Vermutlich stammt er aus dem Kuipergürtel.
Nach seiner Entdeckung ließ sich Chiron auf alten Aufnahmen bis zurück zum 24. April 1895 identifizieren. Seitdem ermöglichten 1959 Beobachtungen eine exakte Bestimmung der Umlaufbahn (Stand Oktober 2017).

## Symbol
Chiron wurde nach seiner Entdeckung in einigen Publikationen als zehnter Planet gefeiert und erregte deshalb die Aufmerksamkeit der Astrologen, so dass 1978 von Al H. Morrison ein astronomisches Symbol vorgeschlagen wurde. Dieses einem Schlüssel gleichende Symbol wurde 2006 zur Aufnahme in Unicode beantragt und ist dort ab Version 5.1 als ⚷ (U+26B7) chiron im Block Verschiedene Symbole enthalten, obwohl eine formelle Anerkennung des Symbols durch eine fachspezifische Organisation, beispielsweise durch die IAU, nicht vorlag. Es ist somit das einzige Symbol für einen Asteroiden, das nach der 1855 erfolgten Veröffentlichung eines Symbols für (37) Fides international (wenn auch nicht von einer astronomischen Organisation) anerkannt wurde.

## Eigenschaften

### Umlaufbahn
Chiron bewegt sich auf einer elliptischen Umlaufbahn (Exzentrizität = 0,382), deren Umlaufdauer 50 Jahre und fünf Monate beträgt. Die mittlere Entfernung von der Sonne ist 13,65 AE. Sein Perihel durchlief er zuletzt Anfang 1996. Zurzeit ist er etwa 18,5 AU von der Sonne entfernt.

### Größe und Rotation
Untersuchungen 2013 mit dem Herschel-Weltraumteleskop (Instrumente SPIRE und PACS) kombiniert mit den überarbeiteten Daten des Spitzer-Weltraumteleskops (Instrument MIPS) kommen zu dem Schluss, dass der Durchmesser von Chiron rund 218 km beträgt. In knapp sechs Stunden rotiert er um die eigene Achse.

### Koma und Ring
1991 wurde um Chiron eine gasförmige Hülle (Koma) entdeckt, wodurch er heute nicht nur als Planetoid, sondern auch als (der größte bekannte) Komet eingeordnet wird. Neben seiner Bezeichnung als Asteroid trägt das Objekt daher auch eine Bezeichnung als periodischer Komet (95P/Chiron). Chiron scheint zudem ein Ringsystem zu besitzen.